# Christos Angourakis
Christos Angourakis (Heraclión, 24 de agosto de 1952-Corinto, 22 de febrero de 2022) fue un deportista griego que compitió en atletismo adaptado. Ganó cuatro medallas en los Juegos Paralímpicos de Verano entre los años 1988 y 2004.

## Palmarés internacional
| Juegos Paralímpicos | Juegos Paralímpicos  | Juegos Paralímpicos | Juegos Paralímpicos |
| Año                 | Lugar                | Medalla             | Prueba              |
| ------------------- | -------------------- | ------------------- | ------------------- |
| 1988                | Seúl (Corea del Sur) | Medalla de bronce   | Jabalina 1B         |
| 1992                | Barcelona (España)   | Medalla de plata    | Jabalina THW3       |
| 1992                | Barcelona (España)   | Medalla de bronce   | Peso THW3           |
| 2004                | Atenas (Grecia)      | Medalla de bronce   | Peso F53            |